# Cablebús
El Sistema de Transporte Público Cablebús, conocido como Cablebús, es un sistema de transporte por teleférico que da servicio, por lo general, en zonas altas de la Ciudad de México. Su planeación, control y administración están a cargo del organismo público descentralizado Servicio de Transportes Eléctricos de la Ciudad de México.
Cuenta con tres líneas asignándose un número para cada línea. Tiene una extensión total de 24.75 kilómetros y posee 19 estaciones. Todas las estaciones se encuentran dentro de la Ciudad de México.

## Historia
Fue presentado formalmente el 7 de febrero de 2019, por la jefa de Gobierno de Ciudad de México, Claudia Sheinbaum. En 2019, se planeó la construcción de dos líneas: la primera, en la zona de Cuautepec en la demarcación territorial Gustavo A. Madero, y la segunda, en la demarcación territorial Iztapalapa.
Las obras de la primera línea del Cablebús iniciaron el 12 de septiembre de 2019 y las obras de la segunda línea iniciaron el 14 de enero de 2020.
El 4 de marzo de 2021, fue inaugurada la antena de la línea 1, Tlalpexco-Campos Revolución. El resto de esta línea fue puesta a disposición del público el 11 de julio de 2021.

## Líneas

### Línea 1
Es la primera línea en construirse e inaugurarse. La Línea 1 tiene seis estaciones: Indios Verdes, Santa María Ticomán, La Pastora, Campos Revolución, Cuautepec y Tlalpexco. Esta última se encuentra conectada con la estación Campos Revolución, comunicando a la población asentada en el Cerro del Chiquihuite. Mide 9.2 kilómetros de longitud.
Tiene conexión con la Línea 3 del Sistema de Transporte Colectivo Metro en Indios Verdes, las líneas 1 y 7 del Metrobús, así como con la línea 4 del Mexibús.
Las características de esta línea es que tiene 377 cabinas, en la que cada una puede transportar a 10 personas, con un recorrido de 33 minutos y 20 segundos y una velocidad de 21.6 kilómetros por hora.

El 4 de marzo de 2021 fue inaugurado el tramo Tlalpexco - Campos Revolución, con un horario especial de 09:00 a 16:00 horas de lunes a domingo, siendo gratuito durante mes y medio.
El 11 de julio de 2021, fue inaugurado el troncal Indios Verdes - Cuautepec.

### Línea 2
Es la segunda línea en construirse e inaugurarse. La Línea 2 tiene siete estaciones: Constitución de 1917, Quetzalcóatl, Las Torres Buenavista, Xalpa, Lomas de la Estancia, San Miguel Teotongo y Santa Marta. Cuenta con una longitud de 10.55 kilómetros y 305 cabinas.
Tiene conexión con la Línea 8 en Constitución de 1917 y la Línea A en Santa Marta del Sistema de Transporte Colectivo Metro.
Según los cálculos, ayudará a disminuir los tiempos de traslado de más de una hora a menos de 40 minutos.
El 8 de agosto de 2021, fue inaugurada la línea.
El 26 de agosto de 2021, Guinness World Records certifica el título de récord mundial de la línea de transporte público por teleférico más larga del mundo a la línea 2 del Cablebús.

### Línea 3
Es la tercera línea en construirse e inaugurarse. La Línea 3 comunica las cuatro secciones del Bosque de Chapultepec, facilitando la movilidad para los habitantes de las alcaldías de Miguel Hidalgo y Álvaro Obregón.
La primera etapa de la línea tiene una longitud de 5.42 km, 180 cabinas y 6 estaciones: Los Pinos/Constituyentes, Panteón Dolores, Charrería, Parcur/Colegio de Arquitectos, Cineteca Nacional/Bodega de Arte y Vasco de Quiroga. Posteriormente se propuso el incremento del número de estaciones previstas a once, alcanzando las colonias altas de la alcaldía Álvaro Obregón.
El 24 de septiembre de 2024, fue inaugurada la línea junto con la cuarta sección del Bosque de Chapultepec.
Tiene conexión con la línea 7 del Metro, cerca de la estación Constituyentes; así como también en la estación Vasco de Quiroga del tren El Insurgente.

## Planes de ampliación
Se tiene en estudio una futura línea (la línea 4) que comunique las alcaldías de Magdalena Contreras y Tlalpan, en el suroeste de la Ciudad de México.En el plan maestro de la Movilidad Integrada se contempla otras dos líneas más en la CDMX.

## Cabinas
El tipo de cabinas utilizadas en la Línea 1 Cuautepec-Indios Verdes es del modelo Omega V de la empresa suiza CWA Constructions. Estas telecabinas desembragables son parte de la última generación de teleféricos D-Line de la empresa Doppelmayr México. Cada cabina tiene una capacidad de hasta 10 pasajeros sentados, los asientos son individuales y plegables considerando el ingreso con bicicletas. Cada una de las 377 cabinas con las que cuenta la Línea 1 tiene asientos de madera con un sistema antivandalismo. Las cabinas tienen un diseño de alta calidad que ha sido premiado con el RedDot Award con la categoría Best of the Best.
Cada cabina cuenta con cuatro ventanas, además de las puertas. El peso de cada una es de 620 kg y tendrán la capacidad de transportar hasta a 10 pasajeros de entre 75 y 80 kg de peso cada uno a una velocidad de 6 metros por segundo. El sistema de ventilación se encuentra en la parte baja de la cabina, por lo que no requiere sistemas de aire acondicionado adicionales. Tienen iluminación interior y exterior, además de wifi y cámaras de vigilancia.